# AMAL (компания)
AMAL — британская компания по производству мотоциклетных карбюраторов. Компания поставляла свои карбюраторы практически всем основным британским производителям мотоциклов, одними из которых были такие мотоциклетные компании, как BSA и AMC.
Из-за практически полного прекращения производства мотоциклов в Великобритании, фирма AMAL так же перестала работать в промышленных масштабах. В настоящее время компания AMAL выпускает свои карбюраторы небольшими партиями в качестве запасных частей к классическим ретро-мотоциклам.
Компании AMAL принадлежат три проекта мотоциклетных карбюраторов — «Стандарт» (Standard (Mk1 и Mk2)), «Моноблок» (Monobloc) и «Концентрический» (Concentric).

## История
Компания AMAL была создана во второй половине 1920-х годов, путём слияния трёх производителей: Amac, Brown и Barlow и Binks. Целью новой компании стало производство карбюраторов и сопутствующих аксессуаров.
В 1960-х годах AMAL становится частью IMI Group. В 1993 году AMAL была продана компании Grosvenor Works Ltd of North London — производителю компонентов топливной системы. Находясь в составе Grosvenor Works Ltd, компании AMAL удалось реконструировать некоторые из самых популярных, но уже устаревших моделей карбюраторов.
В 2003 году AMAL была продана Burlen Fuel Systems Limited — компании, помимо прочего, производящей SU, Solex и Zenith — три другие «классические» марки карбюраторов.